# Объединение Дунайских княжеств

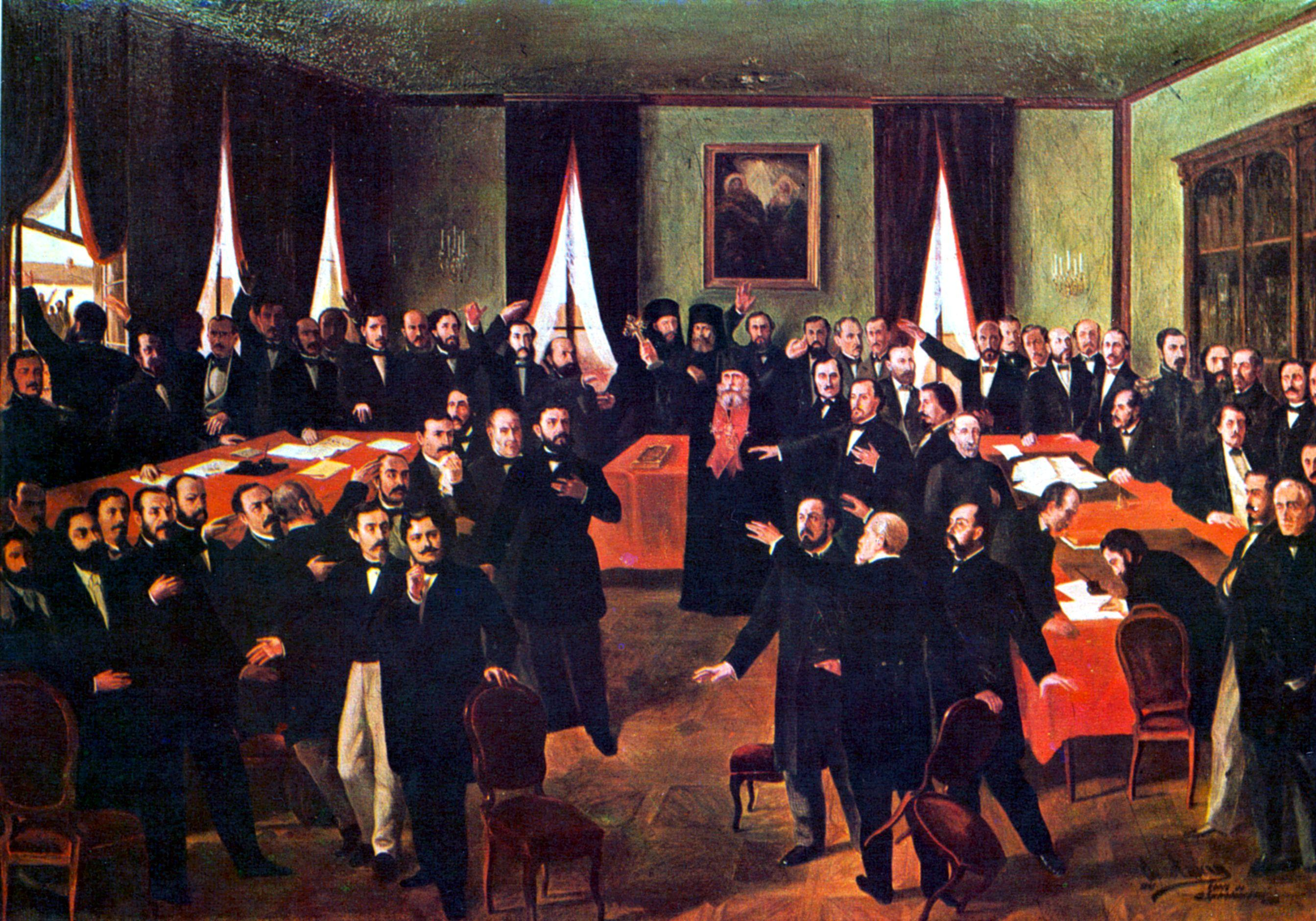
Картина Теодора Амана «Провозглашение унии»

Флаг новообразованного государства

Объедине́ние Дуна́йских кня́жеств — процесс создания государства Румыния с 1858 по 1861 (1862) год, заключавшийся в объединении Дунайских княжеств (Валахии и Молдавии без Бессарабии) в единое государство. Завершился возникновением Соединённых княжеств Молдавии и Валахии. Возникновение нового государства признано Османской империей в 1861 году. Создание единого государства позволило сосредоточиться на проведении либеральных реформ и формировании национальной экономики, что дало толчок развитию Румынии в целом.
В Румынии событие известно под названием Ма́лое объедине́ние (рум. Mica Unire). Также выделяется Великое объединение, когда в состав Румынии вошли Трансильвания, Бессарабия и Буковина.

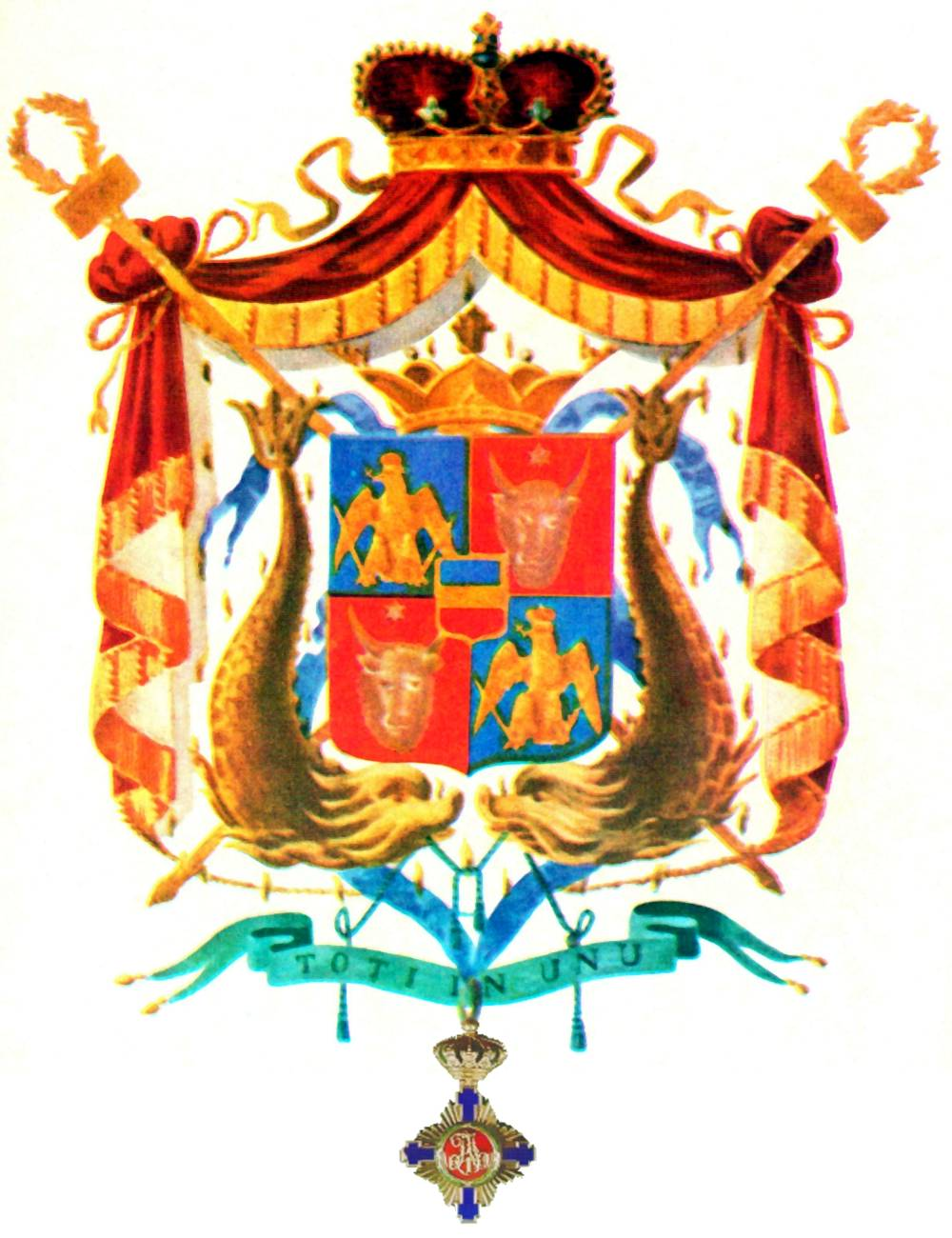
Герб Соединённых княжеств Молдавии и Валахии. Гербы княжеств сочетались равноправно, сердцевинный щиток цветов государственного флага символизировал единство государства.

## Предпосылки

### Формирование национально-освободительного движения

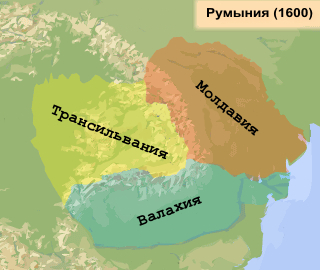
Дунайские княжества (княжество Валахия и Молдавское княжество) и Трансильвания в 1600 году

Дунайские княжества и Трансильвания, возникшие в Средние века, были тесно связаны между собой культурно и экономически. После завоевания Османской империей Валахии и Молдавского княжества эти княжества вместе стремились к обретению независимости. Именно поэтому национальная идея в Дунайских княжествах долгое время базировалась на освобождении от турецкого вассалитета.
Несмотря на сходства между жителями региона, между ними имелись и различия. Чаще всего это были культурные и языковые отличия, разница в обрядах и т. д. Так, население княжеств до XIX века не считалось однородным. Отдельно выделяли врынчан, олтян, банатцев, мунтян, молдаван, трансильванцев и т. д. Кроме того, турецкие власти проводили политическое и культурное давление на княжества. Так, в качестве официального языка использовался греческий. Одновременно в румынском обществе шла межклассовая борьба. Остро стоял земельный вопрос, так как государства оставались аграрными придатками Европы. Из-за этого часто происходили крестьянские восстания и бунты. Ситуацию усугубляла слабость Османской империи, в состав которой входили Валахия и Молдавия. Из-за общего кризиса в империи страдала экономика Дунайских княжеств.
Павел Дмитриевич Киселёв, назначенный российскими властями после войны с Турцией в 1829 году управляющим Дунайскими княжествами, начал проведение реформ. Были образованы парламенты княжеств (валаш., молд. Адунаря Обштяскэ), введены Органические регламенты, власть была разделена. Несмотря на это, реформы не улучшили положения среднего класса населения, так как управление государствами по-прежнему предоставлялось боярам. Одновременно Турция потеряла право на вмешательство во внутренние дела княжеств, фактически признав их самостоятельность.

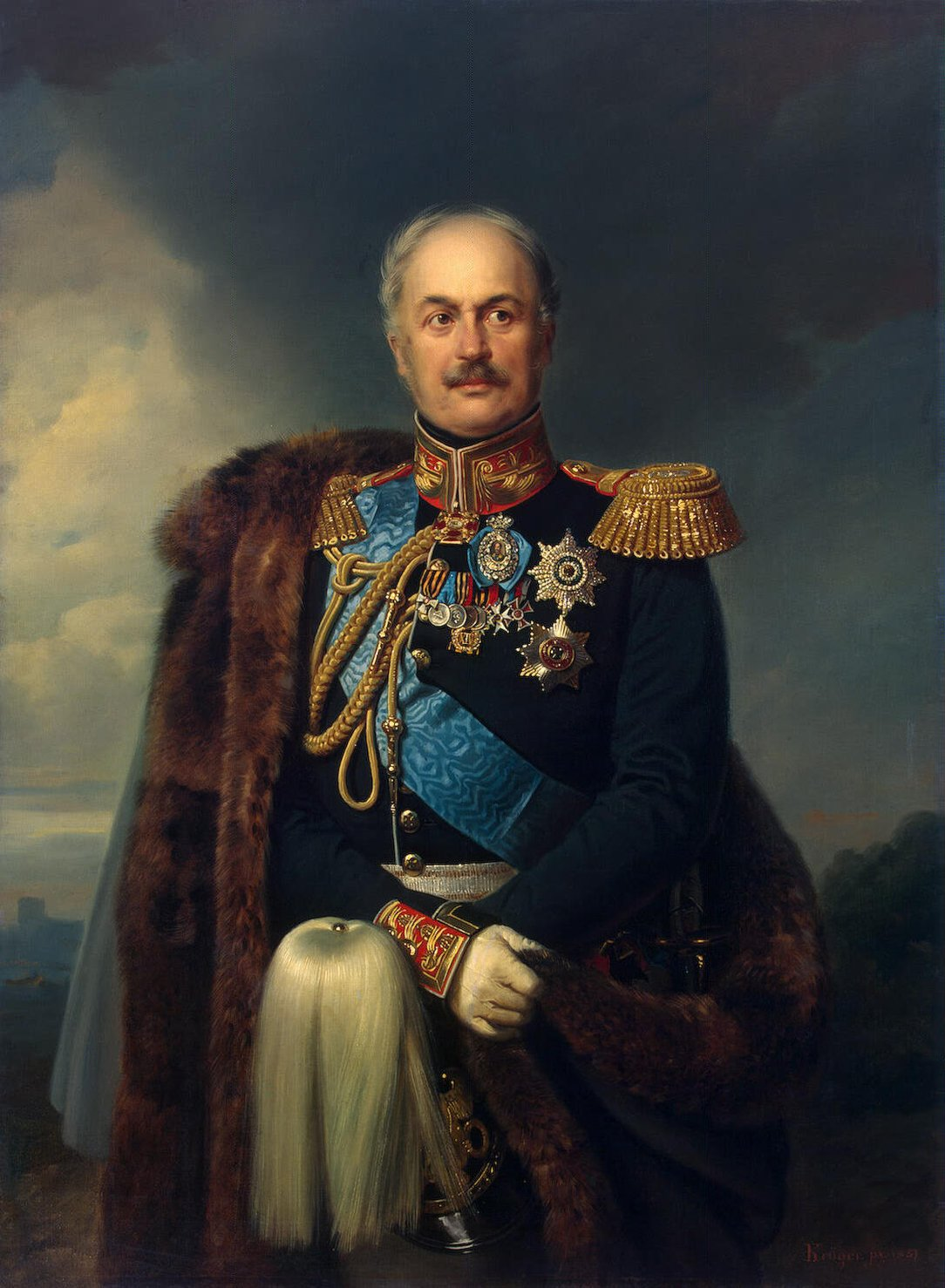
Павел Дмитриевич Киселёв

При Киселёве продолжалось становление румынской интеллигенции, которая осознавала необходимость проведения более масштабных реформ во всех сферах. Павел Киселёв лояльно относился к культурному возрождению Валахии и Молдавии, что позволило укрепить позиции сторонников отделения Валахии и Молдавии от Османской империи. Таким образом, в начале XIX века в Дунайских княжествах сформировалось либеральное национально-освободительное движение. Сторонники этого движения ставили перед собой две основные цели: отколоть от Османской империи Валахию и Молдавию и провести в княжествах демократические преобразования. Объединение Дунайских княжеств в единое государство было отодвинуто на второй план.
В 1834 году Киселёв утратил свои полномочия. Ему на смену в Валахии пришёл Александр II Гика, а в Молдове — Михаил Стурдза. Эти господари правили в совершенно новых условиях, так как в Дунайских княжествах появились парламенты и Органические регламенты. Оба господаря начали соперничество с парламентами, так как те взяли на себя часть полномочий. В 1840-х годах возрастает коррумпированность органов власти, начинается чиновничий произвол. В таких условиях формируются организации, которые стремятся к смене политического режима в Дунайских княжествах.
Оппозиционное движение в Дунайских княжествах было представлено тремя организациями: «Фрэцие», «Асоциацие патриотикэ» и «Общество романских студентов в Париже». Все организации преследовались полицией, а «Асоциацие патриотикэ» была ликвидирована валашской полицией. Две оставшиеся организации разрабатывали программы по проведению либеральных реформ в Валахии и Молдавии. «Общество романских студентов в Париже» примкнуло к «Фрэцие», и сформировалась мощная оппозиционная группировка. Позже к ней начали примыкать представители рабочего класса.
У «Фрэцие» долгое время не было единой программы. От её членов поступали различные предложения — от введения конституционной монархии до полного объединения Дунайских княжеств и провозглашения республики. Движение разделилось на две части — либералов и радикалов.

### Революция. Первая попытка объединения

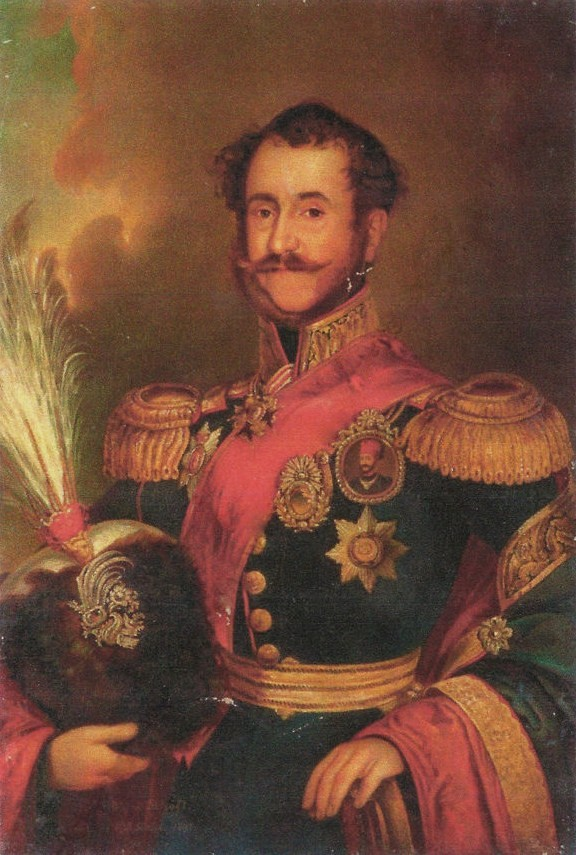
Михаил Стурдза

Межклассовая борьба в румынском обществе и желание интеллигенции провести либеральные реформы сыграло большую роль в объединении Дунайских княжеств. На протяжении 1840-х годов румынское национальное движение базировалось на идеях либерализма. Также большое влияние оказывалось из-за границы, в частности из Франции. Там находилась бо́льшая часть членов «Фрецие», которые опасались преследования на родине.
Ещё до 1848 года связанный с «Фрецие» Ион Гика нанёс молдавскому господарю Стурдзе визит с предложением сместить с валашского престола Гику и провозгласить единое валахо-молдавское государство. Стурдза не воспринял предложение всерьёз и отказался.
После засухи 1847 года, которая вызвала недовольство крестьян, экономического кризиса и провозглашения во Франции республики в 1848 году валашские и молдавские революционеры осознали, что пришло время действовать. Первой революция произошла в Молдове. Там 27 марта в Яссах в гостинице «Петербург» состоялось заседание либерального боярства, где было принято решение вручить господарю «Петицию-прокламацию», в которой были изложены требования восставших. От неожиданности Стурдза принял петицию, но уже вечером отозвал своё решение и направил в гостиницу войска. После непродолжительных столкновений по стране прошла череда арестов. Некоторые из революционеров бежали в Австро-Венгрию.
Молдавское национальное движение вновь обосновалось за границей. Часть его представителей осознало необходимость консолидации усилий с валашскими революционерами. Уже за границей были изданы «Пожелания национальной партии Молдовы» и «Наши принципы реформирования родины». Во втором документе отдельным пунктом шло объединение Валахии и Молдавии в единое государство.

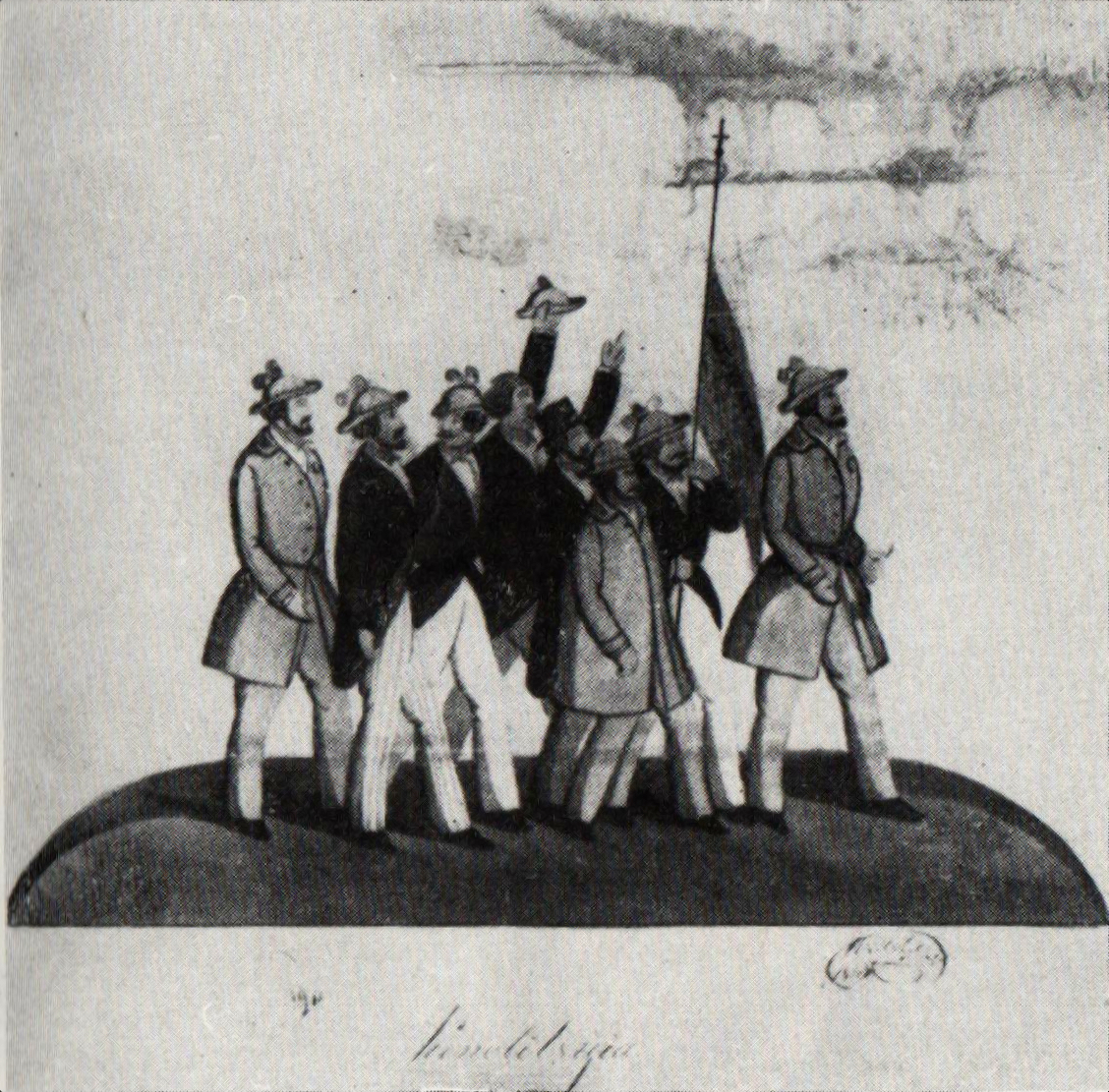
Жители Бухареста c флагом во время событий 1848 года

В Валахии революция прошла успешнее, чем в Молдове. 9 июня произошло первое восстание, а уже 11 июня власть перешла в руки восставших. Вслед за этим началось проведение реформ, хотя ситуация в стране была крайне нестабильна. Валашские революционеры относились к объединению Дунайских княжеств серьёзнее, чем молдавские. В кулуарах валашского парламента обсуждался вопрос об объединении княжеств. Однако единства среди нового руководства страны не было. Консервативные бояре вообще не хотели преобразований, под их давлением реформы стали половинчатыми. Однако объединение княжеств не было возможным, так как в Молдове революция уже потерпела поражение.
19 июля в Валахию была введена турецкая армия, а 13 сентября турки перешли к силовым действиям, подавив революцию. 15 сентября в страну вошли российские войска.
После поражения валашские революционеры бежали в Трансильванию, где остро стоял национальный вопрос. Уже после 1849 года румынское национальное движение консолидировалось. Осознав свои ошибки, на первый план реформаторы поставили объединение Дунайских княжеств в единое государство. Проведение либеральных реформ планировалось на основе будущего государства.

### После революций
Румынские эмигранты в странах Европы («пашоптисты») после поражения революций в Дунайских княжествах развернули борьбу за объединение княжеств в прессе и на политической арене. Пропагандисты устраивали публичные выступления, конференции, издавали отдельные труды и печатали статьи в европейской прессе с целью обеспечить себе широкую поддержку среди европейского сообщества и превратить румынскую проблему в интернациональную.
Также работа проводилась с румынской молодёжью, которая обучалась за рубежом. Так, в Париже на румынском издавались газеты «Жунимя ромынэ» и «Република Ромынэ», где пропагандировались идеи румынского единства. Румынская интеллигенция вела политическую работу в Германии, Великобритании, Османской империи, Франции. Работа за рубежом консолидировалась усилиями Николае Бэлческу и Михаила Когэлничану. После Крымской войны методы работы изменились. Часть интеллигенции вернулась в Дунайские княжества после 1854 года, когда оттуда ушли российские войска. В Яссах и Бухаресте при поддержке Когэлничану издавались газеты «Тимпул», «Стяуа Дунэрий», «Ромыния литерарэ» и «Патрия». В газетах центральной темой было культурное единство княжеств и необходимость создания единой Румынии.

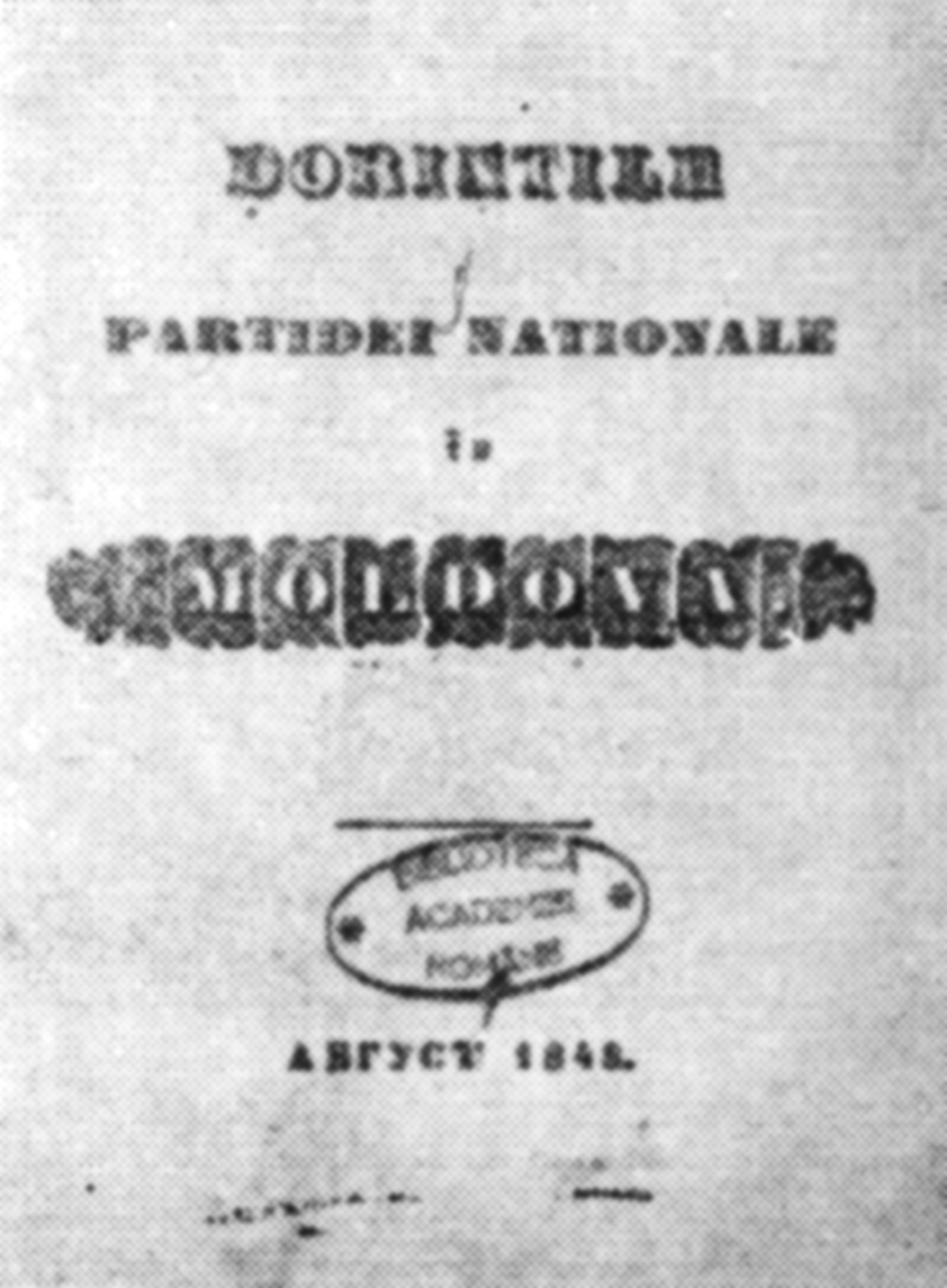
«Пожелания национальной партии Молдовы» Михаила Когэлничану

В Дунайских княжествах тем временем сложилась сложная ситуация. Феодальный строй, который так и не был ликвидирован революциями 1848 года, влиял на развитие этих государств. Низкая покупательная способность населения, вызванная недостаточными доходами, и узость внутреннего рынка тормозили развитие Валахии и Молдавии. В таких условиях интеллигенция, принимавшая участие в революциях 1848 года, и либерально настроенная буржуазия объединились в новое движение юнионистов. Юнионисты в первую очередь боролись за объединение княжеств и ликвидацию зависимости от Османской империи. По их мнению именно это могло вывести государства из кризиса и дать толчок дальнейшему развитию капиталистических отношений. Юнионисты пытались достичь своей цели легальными методами, с помощью Национального собрания (валаш. Адунаря Обштяскэ). Их противниками стало консервативно настроенное «великое» боярство и приближённые к господарям чиновники. В первую очередь это объяснялось боязнью потерять доходные места у власти и лояльность господаря. Бояре опасались того, что либерально настроенные юнионисты получили поддержку среди крестьянства, и могут лишить их земли.
Таким образом, после Крымской войны в Валахии и Молдавии возникло два противоборствующих лагеря — унионисты и боярство. Все политические споры и разногласия вращались вокруг создания единого румынского государства.

## Объединение Дунайских княжеств

### Вторая попытка объединения
Дунайские княжества с 1829 года находились под контролем Российской империи. После окончания Крымской войны, в 1856 году на Парижском конгрессе было принято решение лишить Россию прав на Валахию и Молдавию. Также три южных уезда Бессарабской губернии передавались Молдавскому княжеству. На Парижской конференции обсуждалось послевоенное устройство причерноморского региона, но по вопросу об обустройстве Валахии и Молдавии не было принято решения. Предлагалось объединить эти княжества в единое государство, но поддержки эта идея не получила, в частности Турция выступала против вмешательства в её внутренние дела.

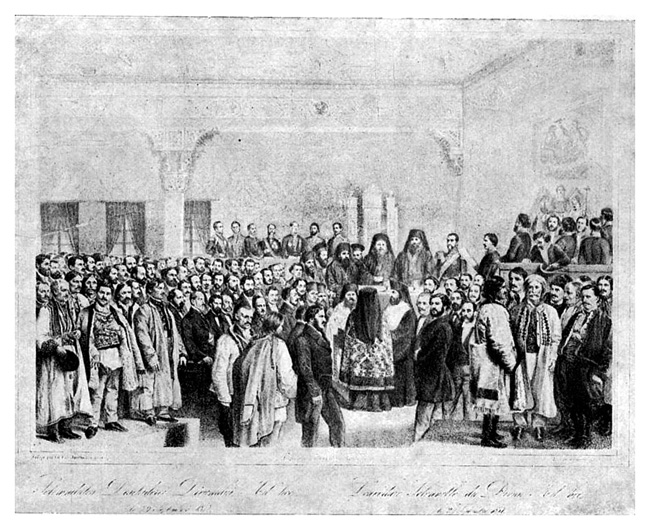
Один из диванов ad hoc во время заседания

Решить румынский вопрос предстояло самим жителям княжеств под присмотром Османской империи. В 1857 году должны были состояться заседания диванов ad hoc, которые должны были определить будущее княжеств. Эти диваны являлись временными комитетами, которые создавались в экстренной ситуации и должны были решить только одно дело. В эти комитеты посредством всеобщего голосования избирались местные жители, которые голосованием решали спорный вопрос. Сразу после решения вопроса диваны распускались особым указом султана.
Началась подготовка к выборам в диваны в Молдавии и Валахии. Накануне выборов в обоих княжествах были образованы центральные избирательные комитеты, за которыми следили турецкие власти. Основы комитетов составили группы юнионистов. В Валахии каймакам положительно относился к программе юнионистов, поэтому старался содействовать проведению выборов. в Молдове сложилась противоположная ситуация. Местные власти выступали против объединения княжеств. При поддержке Турции и Австро-Венгрии списки выборщиков в Молдове были сфальсифицированы, а на юнионистов и кандидатов в диван оказывалось давление. Молдавский каймакам Николае Вогоридэ, назначенный правителем Молдовы незадолго до выборов, проводил тайную переписку с австрийскими властями с целью заручиться поддержкой в проведении фальсифицированных выборов.
Переписка была разоблачена юнионистами, которые воспользовались ею как доказательством нечестной организации выборов. 7 июля 1857 года в Молдове состоялись выборы, но большая часть населения их бойкотировала. В такой ситуации султан вынужден был признать, что Вогоридэ выборы сфальсифицировал, и назначил новые. В результате вторых выборов в молдавский диван прошло много представителей юнионистского движения.
В сентябре того же года выборы в диван прошли в Валахии. Здесь в отличие от Молдовы не было подобных инцидентов, и к концу сентября в княжествах действовали диваны ad hoc. В обоих диванах абсолютное большинство мест принадлежало юнионистам. С 22 сентября по 7 октября состоялось по 7 заседаний диванов в каждом княжестве (всего 14). На последнем заседании в Молдове Михаил Когэлничану предложил проект резолюции по румынскому вопросу:

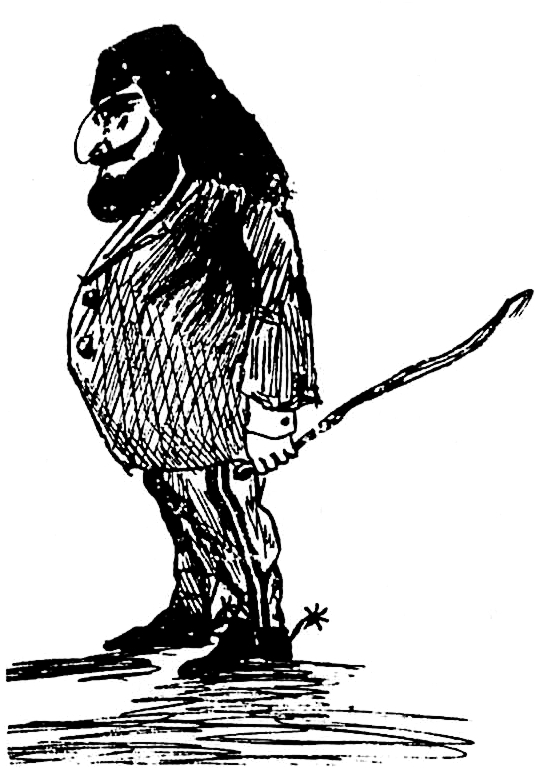
Карикатура на молдавского каймакама Николае Вогоридэ

1. Сохранение автономий Дунайских княжеств
2. Объединение княжеств в новое государственное образование — Румынию
3. В новом государстве должна быть учреждена наследственная монархия, основоположником которой должен стать представитель одной из европейских династий
4. Территориальная целостность нового государства должна соблюдаться Турцией
5. Формирование нового органа законодательной власти — единого для обоих княжеств Общественного собрания
6. Резолюция должна быть обеспечена великими державами, которые приняли участие в Парижском конгрессе

Резолюция была принята 81 голосом против 2. На следующий день 8 октября на последнем заседании в Валахии на рассмотрение была предложена подобная резолюция, но валашские юнионисты уложились в 4 пункта. В Валахии резолюцию приняли единогласно. Сразу после окончания заседаний диванов они были распущены специальным фирманом султана.

### Соединённые провинции
В 1858 году в Париже состоялось ещё одно заседание представителей великих держав. На этот раз одной из основных тем стало рассмотрение резолюций, предложенных в прошлом году диванами. Конгресс длился с 10 мая по 7 августа, на нём была принята специальная Парижская конвенция об устройстве Дунайских княжеств. Несмотря на принятое решение, конвенция не была окончательным решением румынского национального вопроса, и тот оставался открытым. Она предусматривала:
1. Формальное переименование Дунайских княжеств в Соединённые провинции Валахии и Молдавии и создание единой законодательной комиссии, кассационного суда и армии
2. Валахия и Молдавия фактически остаются отдельными государствами с разными господарями, которые пожизненно избираются Национальными собраниями. Каждый господарь должен иметь министров
3. Валахия и Молдавия остаются вассалами Османской империи, но при этом на них распространяется коллективная гарантия великих держав
4. Органический регламент, введённый при Киселёве, частично замещался этой конвенцией. Теперь господари в управлении княжествами должны были руководствоваться конвенцией великих держав

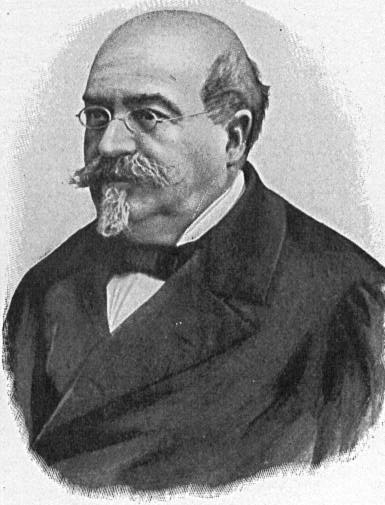
Михаил Когэлничану

Также вводились общие почтовая, таможенная и монетная системы. В княжествах создавался общий комитет, который находился в Фокшанах и должен был издавать общие для княжеств законы. Для реализации положений конвенции в каждом княжестве были созданы отдельные комитеты.
Формальное объединение Дунайских княжеств под гарантиями великих держав было выгодно Великобритании и Франции, которые хотели таким образом усилить своё влияние на Балканах и в распадающейся Османской империи. После того, как Российская империя проиграла Крымскую войну и вывела свои войска из княжеств, те стали зависимыми от государств Западной Европы. Из Валахии и Молдавии на запад вывозилось зерно и сырьё для промышленного производства, поэтому те стали зависимыми от западных капиталов (в частности британских и французских). Позже Британия и Франция планировали найти для Валахии и Молдавии единого монарха, лояльного к ним, после чего половинчатое объединение княжеств должно быть завершено.
Конвенция, принятая в Париже, не принесла юнионистам ожидаемого немедленного объединения Валахии и Молдавии в единое государство. Они осознали, что борьбу за объединение следует проводить своими силами, не полагаясь на другие государства. Несмотря на это, юнионисты позже воспользовались половинчатым объединением княжеств, сформировав на его основе целостное государство.

### Выборы господаря 1859 года. Третья попытка объединения
В 1859 году должны были состояться очередные выборы монархов Валахии и Молдавии. В начале года в Молдове началось выдвижение и обсуждение кандидатур. Там было два основных кандидата на престол: Михаил Стурдза, старый господарь, и его сын Георгий. Неожиданным было предложение сторонников национальной партии сделать господарем Александру Иоана Кузу. После переговоров члены парламента избрали Кузу господарем Молдовы, но он вступил на молдавский престол месяцем позже.
Выборы господаря Валахии состоялись одновременно с выборами в Молдове. Главными кандидатами на престол здесь были бывшие господари Валахии, родные братья Георге Бибеску и Барбу Штирбей. Однако местные юнионисты заручились поддержкой национальной партии Молдовы, и, узнав что на молдавский престол претендует Куза, выдвинули его кандидатом на румынский престол. 24 января в Бухаресте началось заседание национального собрания. Одновременно сторонники объединения княжеств собрали в городе многотысячный митинг. К валашскому парламенту были стянуты люди под руководством депутата Василе Боереску, и голосование проходило в тяжёлых условиях. Митингующие требовали избрать господарем Кузу, который уже был избран в Молдове. Заседающие в национальном собрании опасались физической расправы, к тому же Бореску привёл аргументы в пользу избрания Кузы. Он подчеркнул, что Парижская конвенция не запрещает избирать одного и того же монарха сразу в Валахии и Молдавии. В тот же день Куза был избран и провозглашён господарем Валахии. На престол Молдавского княжества он вступил 17 марта того же года.
В день избрания господаря в Валахии беспорядки приобрели массовый характер. Они совпали с антибоярскими выступлениями крестьян, и в некоторых регионах страны начались стихийные восстания. Для их подавления использовались войска.
Франция и Великобритания не ожидали такого исхода выборов. Они надеялись посадить на престолы обоих княжеств лояльного им монарха, поэтому двойное избрание Кузы им было невыгодно. Османская империя, Великобритания, Франция и Австро-Венгрия отказались признавать выборы легитимными.
Турецкие войска начали стягиваться к румынской границе, на южный берег Дуная и в Добруджу. Вслед за турецкими войсками к румынской границе стянулись австрийские. Новообразованному государству угрожала двойная интервенция. Умеренно настроенная Франция призвала Австро-Венгрию и Турцию воздержаться от силовых действий. То же сделала и Российская империя, которой было выгодно ослабление турецких, французских и британских позиций в регионе. Австро-Венгрия, опасавшаяся, что слияние Молдавии и Валахии послужит заразительным примером для румын Трансильвании, потерпела поражение в Австро-итало-французской войне и не могла активно действовать против двойного избрания Кузы.
Одновременно к войне готовились Соединённые княжества — так теперь назывались Валахия и Молдавия. Войны удалось избежать благодаря дипломатическому вмешательству России и Франции. Несмотря на это, на протяжении последующих двух лет вокруг Румынии сохранялась напряжённая ситуация.

## Последствия

### Формирование нового государства

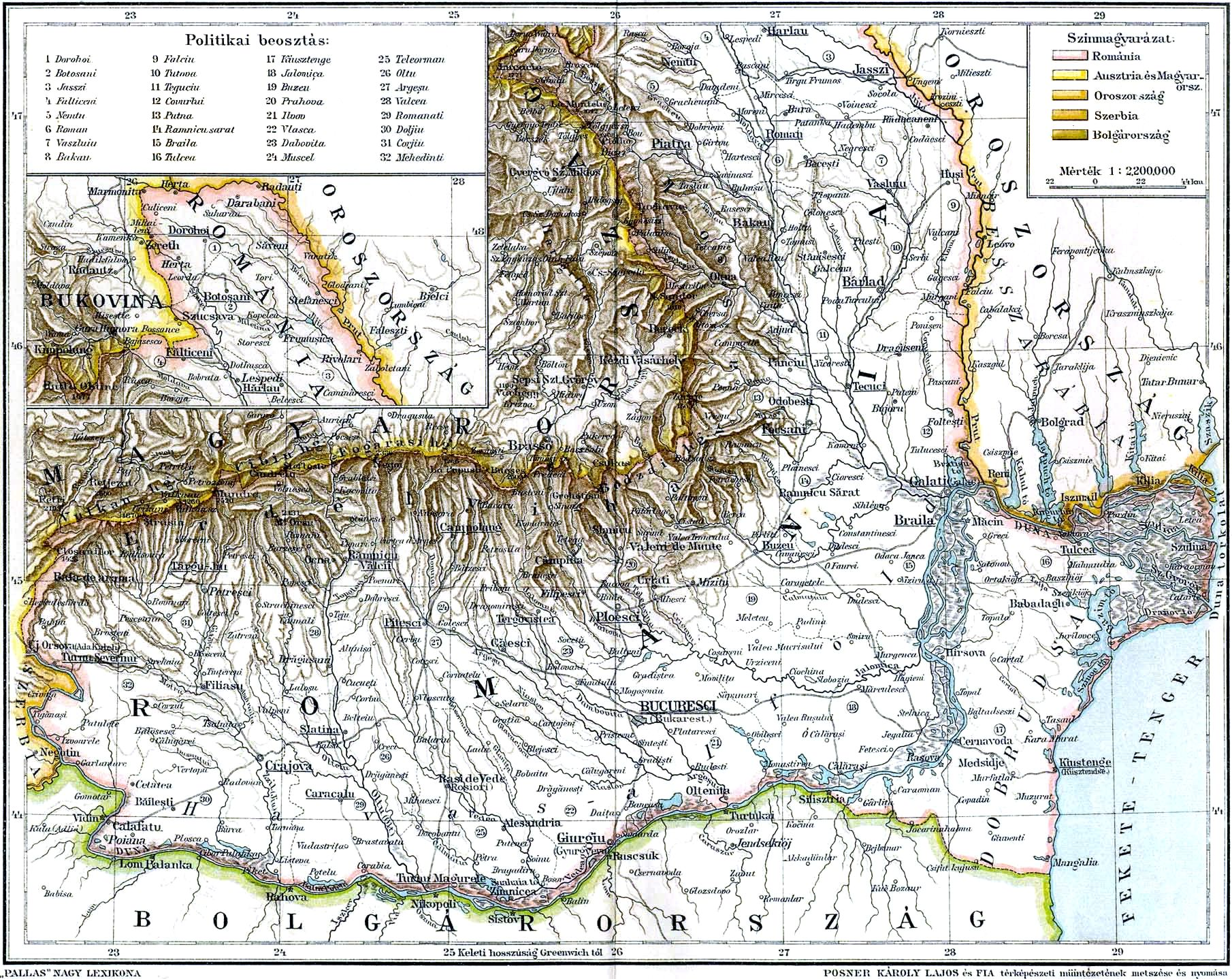
Карта Соединённых княжеств Молдавии и Валахии

С 1859 по 1862 годы происходило постепенное признание выборов господаря легитимными, а формирование румынского государства завершившимся. В 1861 году Османская империя признала существование Соединённых княжеств Молдавии и Валахии как своего вассала. Однако это не означало, что румынско-турецкие отношения улучшились. В 1862 году произошёл крупный оружейный скандал, который едва не привёл к войне Сербии и Соединённых княжеств против Турции. В дальнейшем подобные скандалы происходили ещё несколько раз, в частности долгое время оставался нерешённым вопрос о болгарских складах с оружием и боеприпасами на территории Румынии, которыми пользовались болгарские ополченцы в борьбе с Османской империей. Румынское государство было вассалом Турции до 1877 года, когда оно провозгласило независимость и было признано в Сан-Стефанском и Берлинском договорах. В 1881 году на основе Соединённых княжеств было сформировано королевство Румыния во главе с Каролем I.
Позже на основе королевства была сформирована Социалистическая Республика Румыния, а затем и Республика Румыния. Объединение Дунайских княжеств имеет далеко идущие последствия, так как возникшее тогда государство существует до сих пор, ни разу не потеряв государственности. Создание Румынии повлияло на политическую ситуацию в регионе. Появилось новое государство, с которым необходимо было считаться в международной политике.

### Социально-экономическое значение
Объединение Дунайских княжеств дало толчок развитию экономики. В экономику нового государства вливались деньги из Европы. Благодаря инвестициям развитие капиталистических отношений ускорилось, и к 1863 году уже в Соединённых княжествах Молдавии и Валахии насчитывалось уже 7849 промышленных и 30 000 коммерческих предприятий.

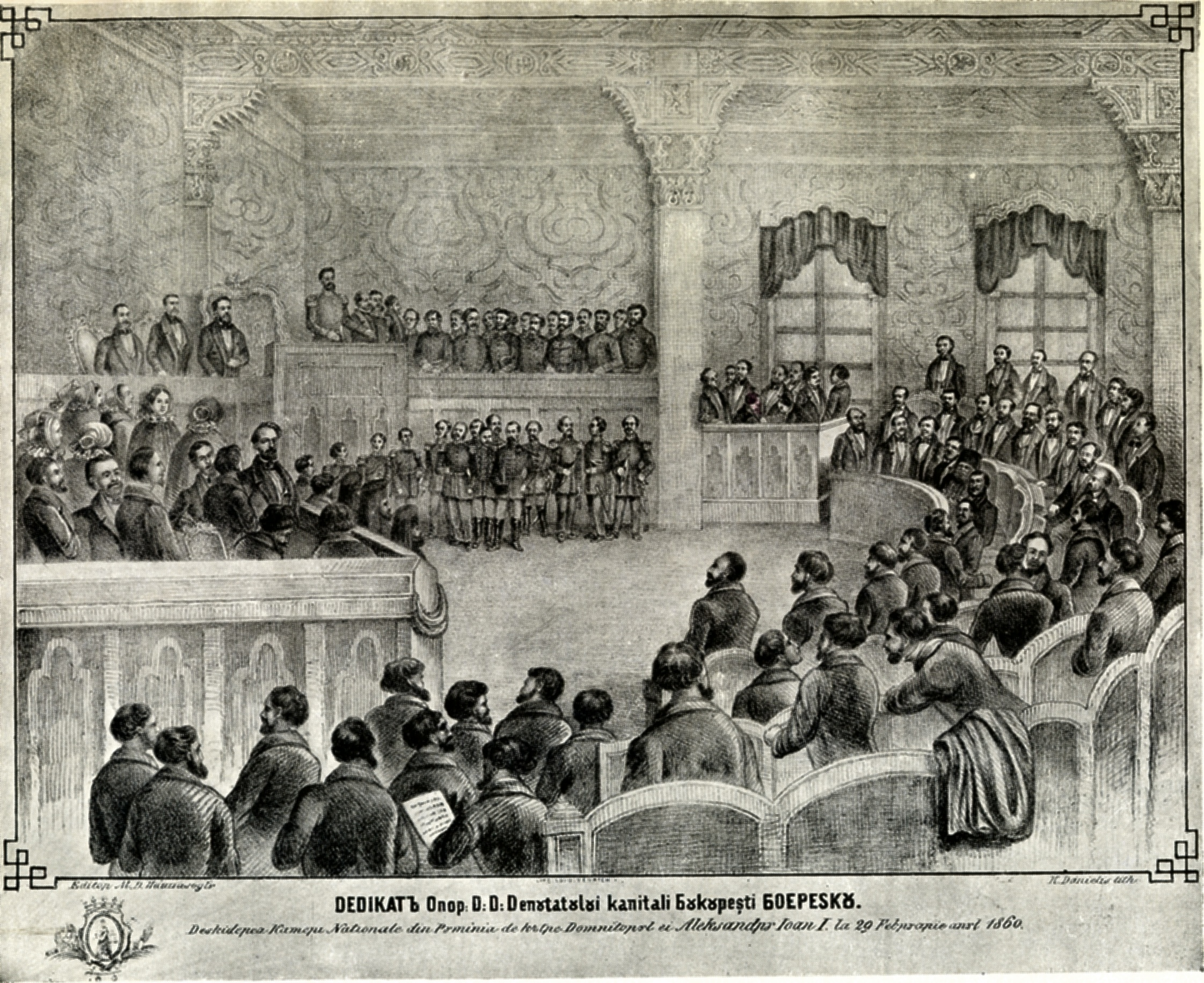
Первое заседание Национального собрания Соединённых княжеств Молдавии и Валахии

В результате объединения Валахии и Молдавии к власти в новом государстве пришли либералы во главе с Александру Кузой. Также создание национального румынского государства позволило новой власти сосредоточиться на построении нового общества. Началась борьба с консервативно настроенным боярством.
Главной проблемой нового государства стало частично сохранившееся крепостное право и барщина. Государству была необходима рабочая сила, но большинство работоспособного населения были заняты на полях. Это тормозило развитие промышленности, в свою очередь перепроизводство сырья вынуждало продавать его за границу. Это превращало Соединённые княжества в сырьевой придаток промышленно развитой Европы. Куза развернул политическую борьбу против боярства, одновременно проводились либерально-демократические реформы. При Кузе были созданы новые органы управления государством, в частности учреждена должность домнитора и созван единый для обоих княжеств парламент — Национальное собрание. Проведение либеральных реформ позволило приблизить государство к развитым странам Запада. Румыния вступила на длительный путь стабильного развития.
Также победа юнионистов отразилась на развитии румынской культуры. После объединения Молдавия и Валахия могли вместе бороться против Османской империи, в частности против культурного давления со стороны Турции. Был снижен уровень цензуры, появились условия для формирования румынского театра. Так, в последующие несколько лет в Соединённых княжествах начали появляться новые периодические издания. Развитие культуры после объединения княжеств в значительной мере повлияло на развитие и историю соседней Трансильвании, а также на культуру современной Румынии в целом.

## Отражение в историографии

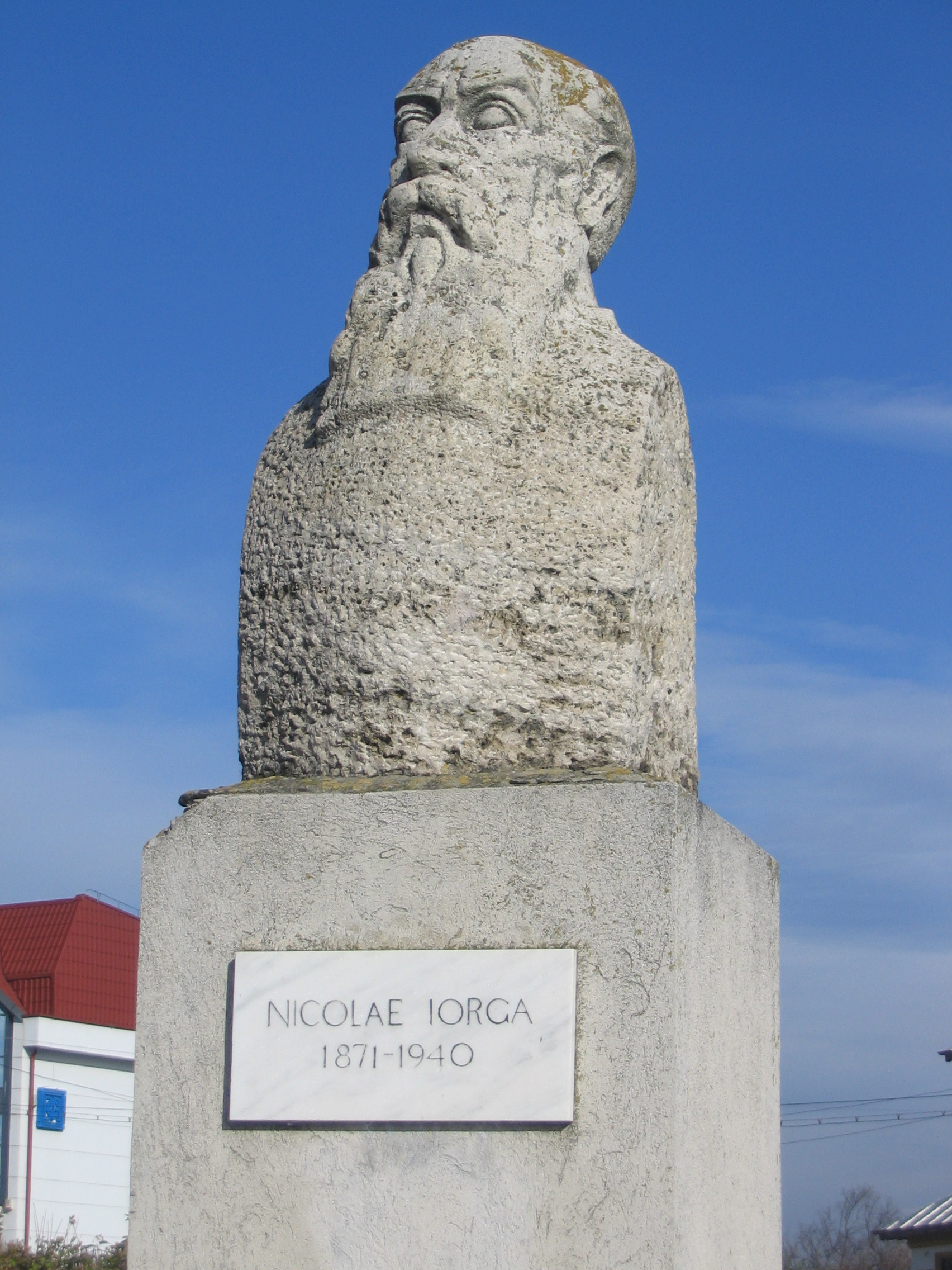
Памятник Николае Йорге

Объединению Дунайских княжеств 1859 года в румынской историографии уделяется особое внимание. Ещё в конце XIX века начали появляться труды, посвящённые этому событию. Одними из первых стали «Акты и документы относительно истории возрождения Румынии» в десяти томах (1889—1909). В то же время в свет вышли труды Николае Йорги и Ксенопола «История политических партий в Румынии» (1910) и 9-й том «Истории румын» (1938). В начале XX века уже после создания Великой Румынии интерес к объединению княжеств был потерян.
Только в 1959 году, к столетию объединения Валахии и Молдавии в одно государство, начали появляться новые труды историков. Это «Документы, относящиеся к Объединению Княжеств» (1959—1963), подготовленные и изданные при содействии Института истории «Николае Йорга» АН СРР. В 1960 году был издан специальный том «Исследования по Объединению Княжеств», где были собраны все научные работы и публицистические статьи, посвящённые изучению румынского национального движения. Объединению Дунайских княжеств также был посвящён IV том «Истории Румынии», изданный в том же году.

### На русском
- Очерки политической истории Румынии (1859—1944). — Кишинёв, 1985.
- Краткая история Румынии. С древнейших времён до наших дней / В. П. Виноградов, Т. М. Исламов, В. И. Потапов. — М.: Наука, 1987.
- Березняков Н. В. Революционное и национально-освободительное движение в Дунайских княжествах в 1848—1849 гг. — Кишинёв, 1955.

### На румынском
- Istoria Poporului Român — Biblioteca de Istorie. — Editura Ştiinţifică, 1970.
- Vlad Georgescu. Istoria ideilor politice româneşti (1369-1878). — Munich, 1987.
- Neagu Djuvara. Între Orient şi Occident. Ţările române la începutul epocii moderne. — Bucharest, 1995.